# Maria Esperanza de Jesús
Maria Esperanza de Jesús, nascida María Josefa Alhama Valera e conhecida simplesmente como Madre Esperanza (Santomera, 30 de setembro de 1893 – Colvalenza, 8 de fevereiro de 1983) foi uma freira católica espanhola, fundadora das Servas do Amor Misericordioso e dos Filhos do Amor Misericordioso.
Sua beatificação foi aprovada em 2013, depois que um milagre que havia sido atribuído à sua intercessão foi reconhecido pela Igreja Católica. No ano de 2014, ela foi oficialmente declarada beata pelo cardeal Angelo Amato, em nome do Papa Francisco.

## Biografia
Valera nasceu em 1893 na Espanha, filho de pais pobres, sendo a mais velha de nove filhos. O nome dela, Maria Josefa, era uma homenagem à avó. Sua mãe era dona de casa enquanto seu pai trabalhava na agricultura. Valera estudou desde criança com religiosas e foi com elas que aprendeu a fazer o trabalho doméstico.
Valera recebeu a comunhão com a idade de 12 anos, mas aos 8 anos ela mesma disse para "roubar" Jesus Cristo. Isso ocorreu quando o sacerdote estava ausente e ela foi ao tabernáculo para receber a hóstia consagrada.
Valera - aos 21 anos - tornou-se membro da Congregação das Filhas do Calvário em Villena. Ela estabeleceu duas de suas próprias ordens em 1930 e em 1951 para mulheres e homens, respectivamente.

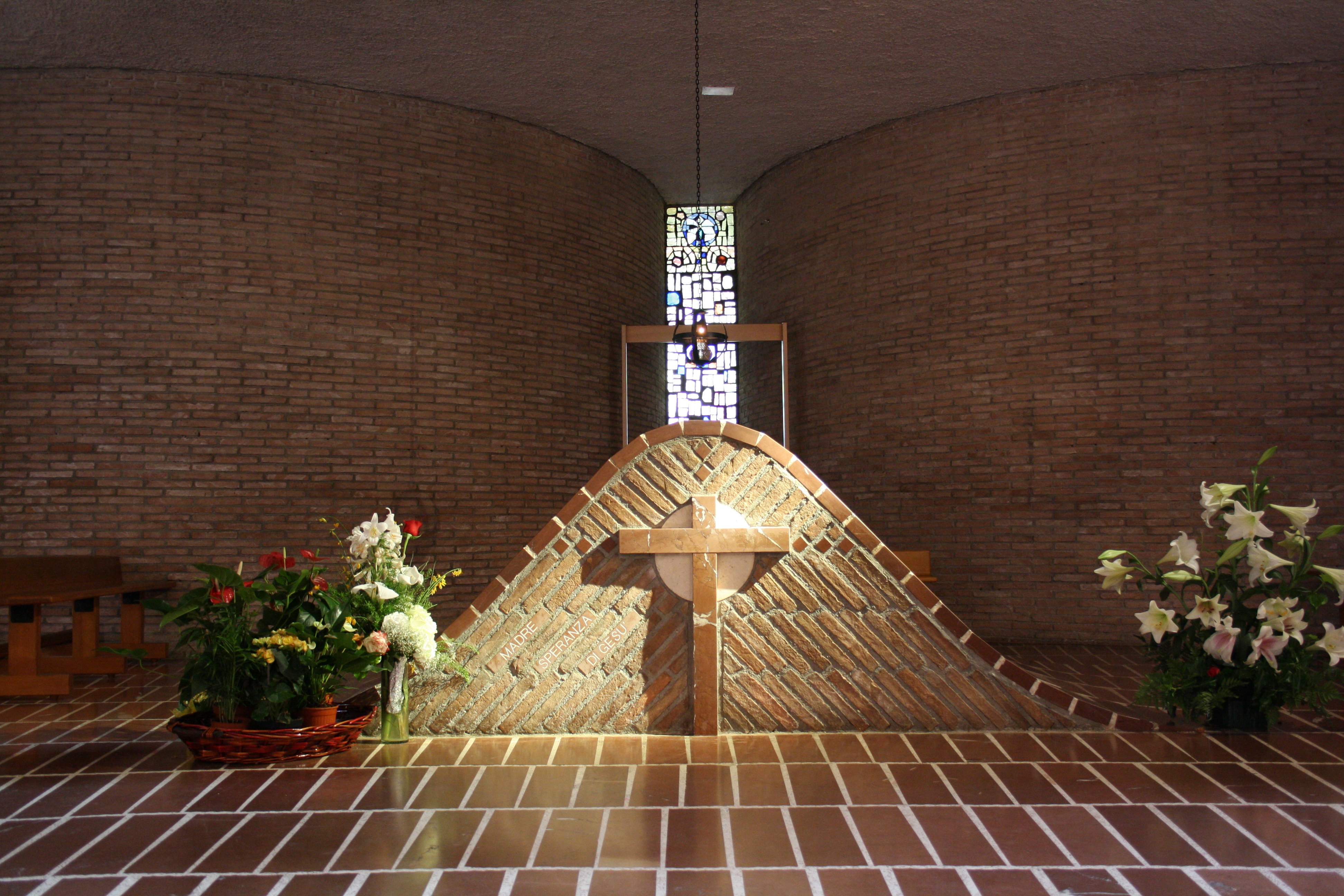
O túmulo de Maria Esperanza de Jesus

Na década de 1950 decidiu iniciar um projeto que acreditava representar a vontade de Deus: a construção de um santuário que seria dedicado ao amor de Deus. Em 22 de novembro de 1981, o Papa João Paulo II visitou o santuário e visitou Valera. Em 1982, o papa a reconheceu como sendo uma "basílica menor". Ela morreu no início de 1983 e foi enterrada naquela igreja que trabalhou duro para construir.

## Beatificação
A causa de beatificação começou sob o Papa João Paulo II em 9 de março de 1988 e a Positio - que documentou sua vida de virtude heroica foi submetida à Congregação para as Causas dos Santos em 1993. O papa reconheceu que ela viveu uma vida de virtudes heroicas e nomeou-a Venerável em 23 de abril de 2002.

Um tribunal independente foi aberto e fechado em 2001 em resposta a um suposto milagre que ocorreu. Ele enviou suas conclusões à congregação e o Papa Francisco aprovou o milagre em 5 de julho de 2013. O cardeal Angelo Amato - em nome do papa - celebrou a beatificação em 31 de maio de 2014.